# Цеосит
Научно-инженерный центр «Цеосит» СО РАН — научный центр, организованный в 1990 году. Расположен в Академгородке Новосибирска.

## Деятельность
Задачи центра: создание научно-технологических основ цеолитного катализа, разработка научных основ для новых способов переработки углеводородов (также нетрадиционного и возобновляемого химического сырья) в двигательное топливо и ценный химический продукт на твёрдых катализаторах (в том числе цеолитных).

## Разработки
Центр создал научно-технологические основы для производства топлива для двигателей — процесс «Цеоформинг», а также катализатор для его реализации.
Разработки, при которых синтез исходных компонентов для изготовления пенополиуретанов (ДАБКО, диизоцианаты) происходит без использования высокотоксичного фосгена; разработки для синтеза базы масел.
В 1992—2002 годах по базовым проектам и лицензиям «Цеосита» были созданы 4 установки для производства высокооктанового бензина от А-80 и до «Евросупер-90» с мощностью 5000—40 000 тонн в год на территории России, Киргизии, Грузии и Польши, а также демонстрационная маломощная установка в Южной Корее.
Сотрудники центра — авторы свыше 340 публикаций и более 40 патентов Российской Федерации, СНГ и Европы.

## Научно-экспериментальная база
Научно-инженерный центр обладает экспериментальной базой для испытания новых технологий (пилотные и лабораторные установки) и создания основ различных технологических процессов.
Для расчётов технологических схем, параметров основных технологических установок и материально-тепловых балансов был создан ВЦ.

## Сотрудники
Существенный вклад в развитие научно-инженерного центра внесли доктор хим.нук, профессор К. Г. Ионе, доктор хим. наук В. Г. Степанов, кандидат хим. наук Е. В. Артамонов и Г. П. Снытникова.